# دار المرابط
 بقايا مدينة المنصورية (تونس)  هو معلم أثري تونسي مصنف من قبل المعهد الوطني للتراث يقع في ولاية القيروان في الوسط الغربي التونسي، تحديد في مدينة صبرة تم تصنيف المعلم في يوم 18 مايو  1999.

## مقالات ذات صلة
- قائمة المعالم الأثرية المصنفة في تونس